# Cette année-là (émission de télévision)
 (juillet 2023).
La mise en forme du texte ne suit pas les recommandations de Wikipédia : il faut le « wikifier ».
Les points d'amélioration suivants sont les cas les plus fréquents :
- Les titres sont pré-formatés par le logiciel. Ils ne sont ni en capitales, ni en gras.
- Le texte ne doit pas être écrit en capitales (les noms de famille non plus), ni en gras, ni en italique, ni en « petit »…
- Le gras n'est utilisé que pour surligner le titre de l'article dans l'introduction, une seule fois.
- L'italique est rarement utilisé : mots en langue étrangère, titres d'œuvres, noms de bateaux, etc.
- Les citations ne sont pas en italique mais en corps de texte normal. Elles sont entourées par des guillemets français : « et ».
- Les listes à puces sont à éviter, des paragraphes rédigés étant largement préférés. Les tableaux sont à réserver à la présentation de données structurées (résultats, etc.).
- Les appels de note de bas de page (petits chiffres en exposant, introduits par l'outil «  Source ») sont à placer entre la fin de phrase et le point final[comme ça].
- Les liens internes (vers d'autres articles de Wikipédia) sont à choisir avec parcimonie. Créez des liens vers des articles approfondissant le sujet. Les termes génériques sans rapport avec le sujet sont à éviter, ainsi que les répétitions de liens vers un même terme.
- Les liens externes sont à placer uniquement dans une section « Liens externes », à la fin de l'article. Ces liens sont à choisir avec parcimonie suivant les règles définies. Si un lien sert de source à l'article, son insertion dans le texte est à faire par les notes de bas de page.
- La présentation des références doit suivre les conventions bibliographiques. Il est recommandé d'utiliser les modèles {{Ouvrage}}, {{Chapitre}}, {{Article}}, {{Lien web}} et/ou {{Bibliographie}}. Le mode d'édition visuel peut mettre en forme automatiquement les références.
- Insérer une infobox (cadre d'informations à droite) n'est pas obligatoire pour parachever la mise en page.

Pour une aide détaillée, merci de consulter Aide:Wikification.
Si vous pensez que ces points ont été résolus, vous pouvez retirer ce bandeau et améliorer la mise en forme d'un autre article.
 (janvier 2023).
L'article doit être relu — et modifié si nécessaire — par des contributeurs indépendants pour apporter un regard critique aux contributions effectuées en violation des conditions d'utilisation de Wikipédia, tant sur la forme (notamment concernant le style encyclopédique, la proportionnalité) que sur le fond (la neutralité de point de vue, la qualité et l'indépendance des sources).
Pour les articles homonymes, voir Cette année-là.
Cette année-là est une émission de télévision de type magazine culturel québécois animé par Marc Labrèche, produit par Avanti Groupe et diffusé depuis le 15 septembre 2018 à Télé-Québec.

## Résumé
Chaque semaine l'équipe de Cette année-là et ses invité.e.s font un retour culturel sur une année marquante. Entre discussions, entrevue, extraits et vidéos parodiques, ils parlent du passé et du présent.

## Fiche technique
- Titre original : Cette année-là
- Diffuseur : Télé-Québec
- Concepteur : Guy Boutin
- Réalisateurs : Maxime Bissonnette-Théorêt (Saison 1 et 2) Maxime Bissonnette-Théorêt et Jean-François Chagnon (Saison 3)
- Recherchistes : Jean-Xavier Bois, Chantal Leblanc et Dominique Mauffette (Saison 1 et 2) Jean-Daniel Duval, Chantal Leblanc et Dominique Mauffette (Saison 3)
- Auteurs : Rafaële Germain (Saison 1) Rafaële Germain et Pierre-Michel Tremblay (Saison 2) Pierre-Michel Tremblay (Saison 3)
- Conception des décors, éclairages et projections : Lüz Studio
- Arrangement du thème musical : Les Twenty-Nines
- Productrice au contenu : Nadia Ruel (saison 1) Émilie Sarrazin-Héroux (saisons 2 et 3)
- Productrice déléguée : Amélie Vachon
- Producteurs : Hugo Roberge et Luc Wiseman
- Sociétés de production : Avanti Groupe (Saison 1 à 4), Avanti-Toast (Saison 5) [2]
- Pays d'origine : Québec, Canada
- Langue originale : Français
- Genre : Magazine culturel
- Nombre de saisons : 5
- Nombre d'épisodes : 119
- Durée : 60 minutes

## Animateurs et collaborateur.ice.s

### Marc Labrèche(Animateur)
Il est un humoriste, acteur et animateur de télévision québécois. Il est entre autres connu pour avoir participé à de nombreuses productions cultes dont La Petite Vie. Son principal atout qui charme les québécois est son humour et ses imitations des personnalités publiques québécoises et internationales.

### Simon Boulerice(Collaborateur)
Il est écrivain, metteur en scène, chroniqueur et comédien, il a écrit près de 40 livres dans les 10 dernières années. Il est, également, chroniqueur sur plusieurs productions autant télévisuelles que radiophoniques, dont Cette année-là.

### Émilie Perreault (Collaboratrice)
Elle est écrivaine et animatrice bien établie dans l'univers culturel du Québec.

### Fred Savard(Collaborateur)
Il est un animateur, auteur et humoriste québécois sans langue de bois qui réussit à faire rire le public québécois.

## Chanson thème
- Titre original : Cette année-là de Claude François
- Interprétation : Karim Ouellet et Sabrina Halde
- Arrangements : Les Twenty-Nines

Paroles :
« Cette année-là
Je chantais pour la première fois
Le public ne me connaissait pas
Ah quelle année, cette année-là
Cette année-là
Le rock'n Roll venait d'ouvrir ses ailes
Et dans mon coin je chantais « Belle, Belle, Belle »
Et le public aimait ça »
[…]
« Cette année-là
Dans le ciel passe une musique
Un oiseau qu'on appelle Spoutnik
Ah quelle année, cette année-là
C'est là qu'on a dit adieu à Marilyn
Tandis que West Side battait tous les records »

## Épisodes=
Épisodes :

### Saison 1 (2018-2019)
1. 1986: Martine St-Clair
2. 1999: Karine Vanasse
3. 1968: Danielle Ouimet
4. 1991: François Pérusse
5. 1987: Yves Jacques
6. 1973: Carole Laure
7. 1979: Michel Côté
8. 1989: Anne Dorval
9. 1981: Diane Tell
10. 2001: Marc Séguin
11. 1992: Dominic Champagne
12. 1967: Renée Martel
13. 2000: Marie-Nicole Lemieux
14. 1974: Michel Rivard
15. 1988: Richard Séguin
16. 1983: Michel Barrette
17. 1995: Pascale Bussières
18. 1972: Michel Fugain
19. 1996: Marie Laberge
20. 2004: Pierre Lapointe
21. 1966: Michèle Richard
22. 2002: Éric-Emmanuel Schmitt
23. 1976: Claude Meunier

### Saison 2 (2019-2020)
1. 1994: Robert Lepage
2. 1984: Guillaume Lemay-Thivierge et Sylvie Léonard
3. 1957: Michel Louvain
4. 2003: Ariane Moffatt
5. 1985: Joe Bocan et Louise Lecavalier
6. 1978: Michel Tremblay
7. 1990: Marina Orsini
8. 1953: Armand Vaillancourt
9. 1971: Micheline Lanctôt
10. 2010: Mélissa Désormeaux-Poulin
11. 1969: Pierre Curzi
12. 1980: Paul Piché
13. 1997: Lise Dion
14. 1975: Ginette Reno
15. 1982: Normand Brathwaite
16. 1993: Élise Guilbault
17. 1977: Patsy Gallant
18. 2009: Kim Thúy
19. 1998: René Richard Cyr
20. 1948: Anaïs Barbeau-Lavalette
21. 1965: Shirley Théroux
22. 2008: Isabelle Blais
23. 1970: Donald Pilon
24. 2005: Martin Matte

### Saison 3 (2020-2021)
1. 1996: Lara Fabian
2. 2006: Guylaine Tremblay
3. 1972: René Simard
4. 1995: Sophie Lorain
5. 1986: Marc Messier
6. 1992: Daniel Bélanger
7. 2000: Luc Picard avec la participation de Patrick Senécal
8. 2011: Evelyne Brochu avec la participation de KNLO
9. 1934: Bernard Fortin, avec la participation de Webster et de Dominique Fils-Aimé
10. 1967: Louise Forestier et Vincent Vallières
11. 1983: Marie Tifo, avec la participation des Denis Drolet
12. 1663: La Nouvelle-France, avec Chrystine Brouillet
13. 1989: Mitsou Gélinas, avec la participation de Nathalie Petrowski
14. 1973: France Castel, avec la participation de Guillaume Lambert et Boogat
15. 2002: Corneille, avec la participation de Josée di Stasio
16. 1955: Marie-Thérèse Fortin, avec la participation de Dominique Michel et de Maude Audet
17. 2012: David Goudreault, avec la participation de deux des Trois Accords!
18. 1979: Louise Portal, avec la participation de Kim Richardson et Barnev Valsaint
19. 2004: Sophie Cadieux, avec la participation de Dumas
20. 1999: Stéphane Rousseau, avec la participation de Sylvie Moreau
21. 1976: Pierre Flynn, avec la participation de Debbie Lynch-White
22. 1991: Macha Grenon, avec la participation de Tire le coyote
23. 1988: Pierre Brassard, avec la participation de Mélanie Demers
24. 2007: Isabelle Boulay avec la participation de Laurence Nerbonne

### Saison 4 (2021-2022)
1. 1997: Dany Turcotte, avec la participation de Klô Pelgag
2. 1981: Marjo, avec la participation de Rachel Graton
3. 1946: Denise Filiatrault, avec la participation de Martin Léon
4. 2014: Cœur de pirate, avec la participation de Théodore Pellerin
5. 2003: Alexis Martin, avec la participation de Lou-Adriane Cassidy
6. 1966: Claude Dubois, avec la participation de Lorraine Pintal
7. 1994: Marc Déry, avec la participation de Sonia Benezra
8. 1975: Julie Perreault, avec la participation de Florence K
9. 2001: Macha Limonchik, avec la participation de Gab Bouchard
10. 1984: Patrick Norman, avec la participation de Judith Lussier
11. 1990: Luc De Larochellière et une prestation musicale de Matiu
12. 2005: Boucar Diouf, avec la participation de Guillaume Lambert
13. 1993: Anne-Marie Cadieux et Hubert Lenoir en prestation
14. 2010: Anne-Élisabeth Bossé, avec la participation de Julien Corriveau
15. 1998: Pascale Montpetit
16. 1974: Monia Chokri, avec la participation de Marc Laurendeau
17. 2008: Fabien Cloutier, avec la participation de Guillaume Côté
18. 1977: Arnaud Soly, avec une prestation de Ariane Roy
19. 2013: Mani Soleymanlou avec une prestation de Fanny Bloom
20. 1969: Damien Robitaille
21. 2009: Patrice Michaud en entrevue et prestation
22. 1980: Michel Marc Bouchard et un hommage-surpise
23. 1952: Catherine Trudeau, avec Marc Lebrèche et Fred Savard en prestation
24. 1978: Lisa LeBlanc en entrevue et en prestation

### Saison 5 (2022-2023)
1. Julie Le Breton et Roch Voisine, avec une prestation de Thaïs
2. Caroline Dhavernas et Garou en entrevue et prestation
3. Florence Longpré et Jean-Michel Blais en entrevue et prestation
4. Benoît Brière et  France D'Amour en entrevue
5. Avec Guy Jodoin et India Desjardins en entrevue
6. Avec Catherine Chabot et Ken Scott en entrevue
7. Avec Daniel Lavoie, Nathalie Doummar en entrevue et Elliot Maginot en prestation
8. Avec Charlotte Le Bon et Bruno Blanchet en entrevue
9. Avec Guylaine Tanguay, Claudia Bouvette et Laura Niquay
10. Avec Michel Pagliaro et Kim Lévesque-Lizotte en entrevue
11. Avec Eve Landry et Jacques Michel en entrevue
12. Avec Guillaume Lambert et Louis-Jean Cormier en entrevue et prestation
13. Avec Rémy Girard et Sarah-Jeanne Labrosse en entrevue
14. Avec Philippe-Audrey Larrue Saint-Jacques, Lydia Bouchard et une prestation de FouKi
15. Avec Michel Charette, Marie-Mai et une prestation de Growlers Choir
16. Avec Édith Butler et Pier-Luc Funk
17. Avec Sylvain Cossette, Louise Latraverse et une prestation de Gab Paquet
18. Avec les acteurs Steve Laplante et Christine Beaulieu
19. Avec Céline Bonnier et Mario Pelchat, en entrevue
20. Avec Patrick Huard et Luce Dufault en entrevue et prestation
21. Avec Pierre-Yves Roy-Desmarais et Elisapie en entrevue et prestation
22. Avec Paul Houde et Isabel Richer, en entrevue
23. Avec Lynda Lemay et Claude Legault en entrevue
24. Avec Richard Desjardins en entrevue et Pierre Kwenders en prestation

## Récompenses

### Prix Gémeaux
- Meilleur magazine culturel (2020) [8]